# Nilson Angulo
Nilson David Angulo Ramírez, noto semplicemente come Nilson Angulo (19 giugno 2003), è un calciatore ecuadoriano, attaccante dell'Anderlecht.

## Carriera

### Club
Cresciuto nel settore giovanile dell'LDU Quito, debutta in prima squadra il 23 giugno 2021 in occasione dell'incontro di supercoppa nazionale vinto 4-2 contro il Delfín.

### Nazionale
Il 9 maggio 2023, viene incluso da Miguel Bravo nella rosa della nazionale Under-20 ecuadoriana partecipante al Mondiale di categoria in Argentina.
Il 28 ottobre 2021 debutta con la nazionale ecuadoriana giocando l'amichevole vinta 3-2 contro il Messico.

## Statistiche
Statistiche aggiornate al 27 marzo 2025.

### Presenze e reti nei club
| Stagione          | Squadra           | Campionato        | Campionato | Campionato | Coppe nazionali | Coppe nazionali | Coppe nazionali | Coppe continentali | Coppe continentali | Coppe continentali | Altre coppe | Altre coppe | Altre coppe | Totale | Totale |
| Stagione          | Squadra           | Comp              | Pres       | Reti       | Comp            | Pres            | Reti            | Comp               | Pres               | Reti               | Comp        | Pres        | Reti        | Pres   | Reti   |
| ----------------- | ----------------- | ----------------- | ---------- | ---------- | --------------- | --------------- | --------------- | ------------------ | ------------------ | ------------------ | ----------- | ----------- | ----------- | ------ | ------ |
| 2021              | LDU Quito         | A                 | 11         | 1          |                 | -               | -               | CL+CS              | 0+1                | 0                  | SE          | 1           | 0           | 13     | 1      |
| 2022              | LDU Quito         | A                 | 13         | 2          | CE              | 1               | 1               | CS                 | 8                  | 3                  | -           | -           | -           | 22     | 6      |
| Totale LDU Quito  | Totale LDU Quito  | Totale LDU Quito  | 24         | 3          |                 | 1               | 1               |                    | 9                  | 3                  |             | 1           | 0           | 35     | 7      |
| 2022-2023         | Anderlecht        | D1                | 6          | 0          | CB              | 1               | 0               | UECL               | 4                  | 0                  | -           | -           | -           | 11     | 0      |
| 2023-2024         | Anderlecht        | D1                | 8+6        | 1          | CB              | 0               | 0               | -                  | -                  | -                  | -           | -           | -           | 14     | 1      |
| 2024-2025         | Anderlecht        | D1                | 19         | 1          | CB              | 1               | 0               | UEL                | 8                  | 1                  | -           | -           | -           | 28     | 2      |
| Totale Anderlecht | Totale Anderlecht | Totale Anderlecht | 33+6       | 2          |                 | 2               | 0               |                    | 12                 | 1                  |             | -           | -           | 53     | 3      |
| Totale carriera   | Totale carriera   | Totale carriera   | 63         | 5          |                 | 3               | 1               |                    | 21                 | 4                  |             | 1           | 0           | 88     | 10     |

### Cronologia presenze e reti in nazionale
| Cronologia completa delle presenze e delle reti in nazionale ― Ecuador | Cronologia completa delle presenze e delle reti in nazionale ― Ecuador | Cronologia completa delle presenze e delle reti in nazionale ― Ecuador | Cronologia completa delle presenze e delle reti in nazionale ― Ecuador | Cronologia completa delle presenze e delle reti in nazionale ― Ecuador | Cronologia completa delle presenze e delle reti in nazionale ― Ecuador | Cronologia completa delle presenze e delle reti in nazionale ― Ecuador | Cronologia completa delle presenze e delle reti in nazionale ― Ecuador |
| Data                                                                   | Città                                                                  | In casa                                                                | Risultato                                                              | Ospiti                                                                 | Competizione                                                           | Reti                                                                   | Note                                                                   |
| ---------------------------------------------------------------------- | ---------------------------------------------------------------------- | ---------------------------------------------------------------------- | ---------------------------------------------------------------------- | ---------------------------------------------------------------------- | ---------------------------------------------------------------------- | ---------------------------------------------------------------------- | ---------------------------------------------------------------------- |
| 28-10-2021                                                             | Charlotte                                                              | Messico                                                                | 2 – 3                                                                  | Ecuador                                                                | Amichevole                                                             | -                                                                      | 73’                                                                    |
| 23-9-2022                                                              | Murcia                                                                 | Arabia Saudita                                                         | 0 – 0                                                                  | Ecuador                                                                | Amichevole                                                             | -                                                                      | 66’                                                                    |
| 27-9-2022                                                              | Düsseldorf                                                             | Giappone                                                               | 0 – 0                                                                  | Ecuador                                                                | Amichevole                                                             | -                                                                      | 76’                                                                    |
| 5-6-2025                                                               | Guayaquil                                                              | Ecuador                                                                | 0 – 0                                                                  | Brasile                                                                | Qual. Mondiali 2026                                                    | -                                                                      | 89’                                                                    |
| 10-6-2025                                                              | Lima                                                                   | Perù                                                                   | 0 – 0                                                                  | Ecuador                                                                | Qual. Mondiali 2026                                                    | -                                                                      | 77’                                                                    |
| Totale                                                                 |                                                                        | Presenze                                                               | 5                                                                      |                                                                        | Reti                                                                   | 0                                                                      |                                                                        |